# Atentát v Rue Marbeuf
Atentát v Rue Marbeuf byl teroristický útok, který se odehrál 22. dubna 1982 v ulici Rue Marbeuf v Paříži před budovou, kde ve třetím patře sídlila redakce libanonských novin Al-Watan al-Arabi. Při bombovém útoku zemřela jedna osoba a 63 jich bylo zraněno. Atentát je připisován Ilichi Ramírezovi Sánchezovi řečenému Carlos.

## Průběh atentátu a jeho vyšetřování
Bomba nastražená v autě způsobila jednu smrt a 63 zranění. Exilové noviny známé svým pro-iráckým postojem během probíhající íránsko-iráckého konfliktu a opozicí proti syrskému režimu, byly cílem útoku již koncem roku 1981. Zpočátku byly v podezření syrské tajné služby. Tři jiné útoky spáchané ve Francii, ve vlaku v březnu 1982 a v prosinci 1983 proti TGV v Tain-l'Hermitage a v Marseille podporovaly teorii Carlosovy stopy.
V roce 2011 byl Carlos za tyto činy odsouzen. Mělo se jednat o prostředek nátlaku na propuštění jeho německé partnerky Magdaleny Koppové a Švýcara Bruna Brégueta, oba členy jeho skupiny, kteří byli v únoru 1982 v Paříži zatčeni se zbraněmi a výbušninami.